# T. S. Cook
Thomas Stephen Cook (* 25. August 1947 in Cleveland, Ohio; † 5. Januar 2013 in Hollywood, Kalifornien) war ein US-amerikanischer Drehbuchautor und Filmproduzent.

## Leben
Cook begann seine Tätigkeit im Filmgeschäft 1976 mit einem Drehbuch zur Fernsehserie Baretta. 1978 folgte ein Drehbuch für eine Folge der Serie The Paper Chase, im Jahr darauf folgte seine Beteiligung an Das China-Syndrom, seiner einzigen Kinoproduktion. Im Anschluss war er bis 2008 ausschließlich an Fernsehproduktionen beteiligt. Dem Drehbuch zum 1995 entstandenen Film Die Ehre zu fliegen liegt eine Story von Cook zu Grunde.
Für das Drehbuch zu Das China-Syndrom waren Cook und seine Kollegen Mike Gray und James Bridges 1980 für den Oscar in der Kategorie Bestes Originaldrehbuch nominiert. Zudem erhielten sie im gleichen Jahr eine Nominierung für den BAFTA Film Award und den Golden Globe. Die Writers Guild of America zeichnete die drei mit einem WGA Award aus.
Für sein Drehbuch zu Operation Nightbreaker erhielt Cook 1990 einen weiteren WGA Award.
Cook starb an den Folgen einer Krebserkrankung. Er war mit der Schriftstellerin Marie Monique de Varennes verheiratet und Vater dreier Kinder.

## Filmografie (Auswahl)
- 1978: Baretta (Fernsehserie)
- 1979: Das China-Syndrom (The China Syndrome)
- 1981: Operation Red Flag (Red Flag: The Ultimate Game)
- 1981: Bronx Justice (We're Fighting Back)
- 1985: Nachts, wenn der Mörder kommt (Out of the Darkness)
- 1989: High Desert Kill
- 1989: Operation Nightbreaker (Nightbreaker)
- 1992: Bandenkrieg (In the Line of Duty: Street War)
- 1995: Die Ehre zu fliegen (The Tuskegee Airmen) (Fernsehfilm)
- 1996: Zur Lüge gezwungen (Forgotten Sins)
- 2008: Killerameisen (The Hive)
- 2008: Der Todes-Twister (NYC: Tornado Terror)